# Rolf de Maré

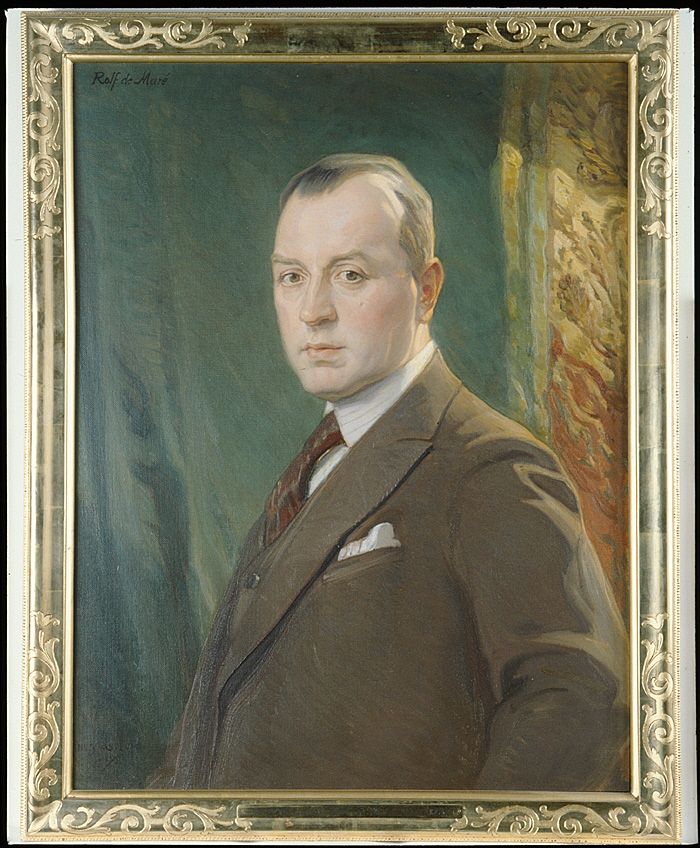
Rolf de Maré, de 41 años. Retrato de Nils Asplund, en Hallwyl..

Rolf de Maré (9 de mayo de 1888 - 28 de abril de 1964), fue un coleccionista de arte sueco y líder de la compañía Ballets Suecos (Ballets Suédois) en París durante los años 1920-1925. En 1933 fundó el primer museo del mundo de la danza en París. Era abiertamente homosexual.

## Biografía
Rolf de Maré nació en Estocolmo en 1888. Fue hijo de Ellen von Hallwyl y Henrik de Maré, y nieto de la condesa Wilhelmina von Hallwyl.
En 1913, trabó una amistad con el pintor postimpresionista Nils von Dardel. En 1918, a través de Dardel, conoció al bailarín Jean Börlin, de quien acabaría siendo el amante y protector.
En 1920, creó junto con Dardel la compañía Ballets Suecos en París, en la que Börlin trabajó como primer bailarín y coreógrafo.
En 1933 fundó Les Archives Internationales de la Danse en París, el primer museo del mundo dedicado a la danza. Les Archives Internationales de la Danse fue un gran impacto, gracias a su gran biblioteca. El museo también publicó sus propios libros y revistas y albergó conferencias y exposiciones.

### Donaciones
Después de la Segunda Guerra Mundial, los archivos se habían vuelto demasiados grandes para ser mantenidos por una persona privada. De Maré cerró su negocio en París y donó parte de sus colecciones (unos 6.000 libros, grabados y otros objetos, todos referentes a la danza occidental) al gobierno francés, que las trasladó al museo y biblioteca de la Ópera de París. Sin embargo, el museo se negó a aceptar dos elementos sustanciales de la colección: el material de los Ballets Suecos y los frutos de la expedición que hizo a Indonesia en 1936 para documentar los bailes.
Durante la década de 1960, realizó una importante donación al Museo de Arte Moderno. 

### Muerte
Rolf de Maré falleció en Barcelona en 1964.